# Castell del Vilosell
El Castell del Vilosell és una obra del municipi del Vilosell (Garrigues) declarada bé cultural d'interès nacional.

## Descripció
Les poques restes del castell que es conserven, des del 1991, formen part del mirador municipal. S'hi pot accedir mitjançant una escalinata ubicada en una placeta que hi ha a la part est de les ruïnes. Per aquesta banda també trobem un habitatge familiar que s'hi adossa.
De fet només es conserva la part del talús meridional, coneguda popularment com "l'Enjuba", que deu correspondre a alguna reforma realitzada al segle xvi a l'antiga fortalesa medieval.

## Història
La primera menció del Vilosell data de l'any 1067, en descriure's les afrontacions del castell de Barberà. En aquesta època sembla que el Vilosell era un assentament musulmà depenent del territori administratiu de la fortalesa de Siurana. La colonització feudal d'aquest sector, però, no devia produir-se fins després de la conquesta de Lleida (1149). No es tornen a tenir notícies el lloc fins al 1155, en una donació. El 1179 Alfons I lliurà a Guillem de Cervera diversos castells, entre els que figura el de Vilosell, reservant-se la potestat. Aquell mateix any, Alfons I, amb el consentiment de Guillem de Cervera, concedí la meitat del castell del Vilosell a Pere Besora, que esdevingué el castlà. A partir d'aleshores, aquest personatge supervisà la colonització efectiva del lloc, que es confirmà mitjançant una carta emesa el 1184.
Pere Besora fa una primera donació al monestir de Poblet el 1196; des d'aleshores el monestir anà acumulant béns i drets del terme fins a aconseguir-ne tota la senyoria el 1217. Poblet conservà el domini fins a la fi de l'antic règim.